# Liste der Naturdenkmale in Untershausen
Die Liste der Naturdenkmale in Untershausen nennt die im Gemeindegebiet von Untershausen ausgewiesenen Naturdenkmale (Stand 13. Juni 2024).

## Naturdenkmale
| Nr.         | Bezeichnung | Lage                                                    | Beschreibung  | Bild                                    |
| ----------- | ----------- | ------------------------------------------------------- | ------------- | --------------------------------------- |
| ND-7143-441 | Stieleiche  | nördlich des Ortes; Abteilung Untere Prostermichel Lage | Quercus robur | Direkt Bild zu diesem Denkmal hochladen |